# عانوبة منعزلة
عانوبة منعزلة (الاسم العلمي:Rhagodia eremaea) هي نوع من النباتات يتبع جنس العانوبة من الفصيلة القطيفية.